# Erbschaftsteuer in Estland
Estland kennt weder eine Erbschaft- noch eine Schenkungsteuer. Werden ererbte oder unentgeltlich erworbene Immobilien aber verkauft, dann muss für den gesamten Erlös Einkommensteuer (2009: 21 %) bezahlt werden, es sei denn, bei der Immobilie handelt es sich um eine von dem Erben selbst benutzte Wohnung.